# Термокамера

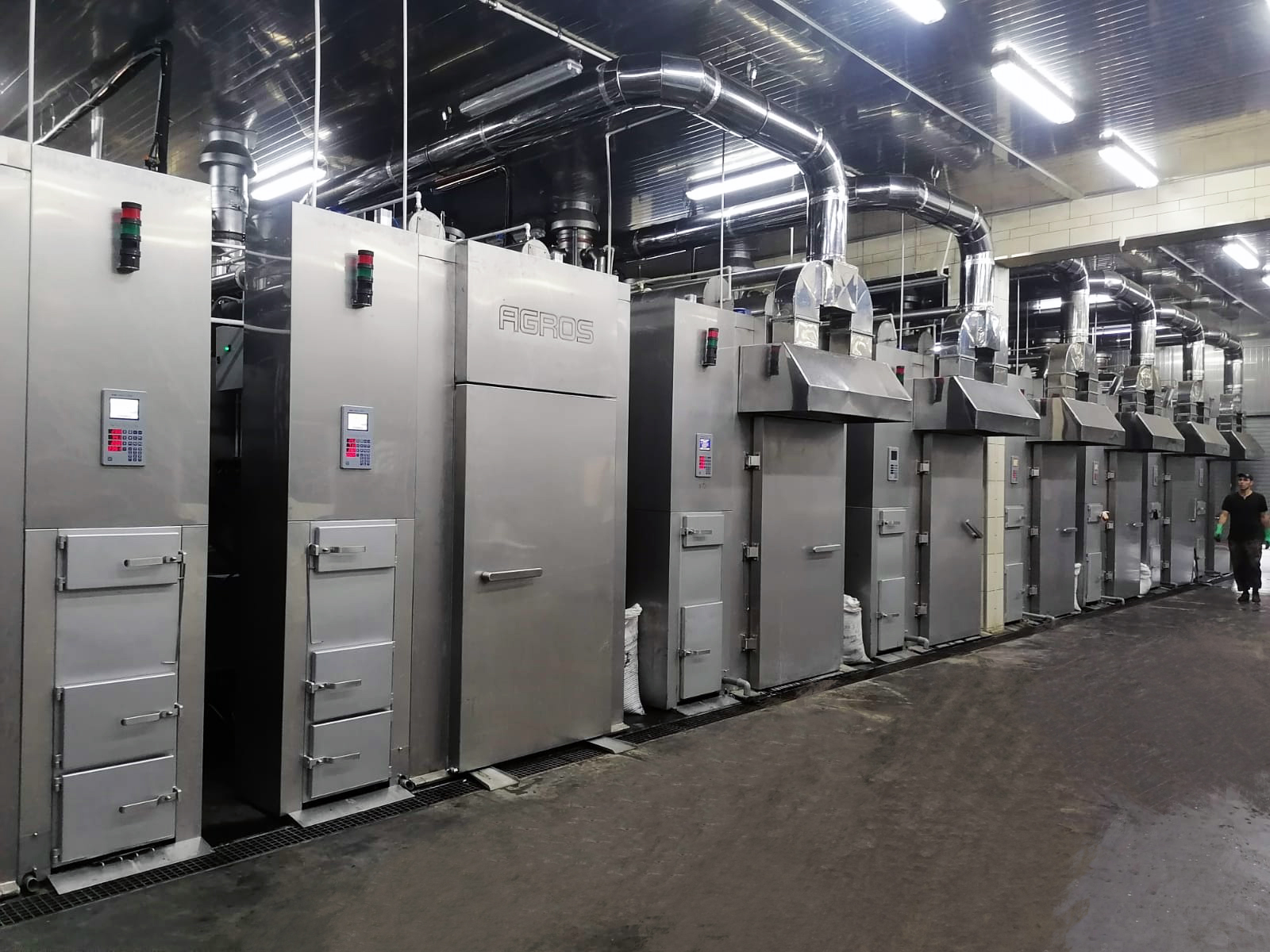
Термокамера АГРОС с выносным испарителем и горизонтальной аэродинамикой на 5 рам

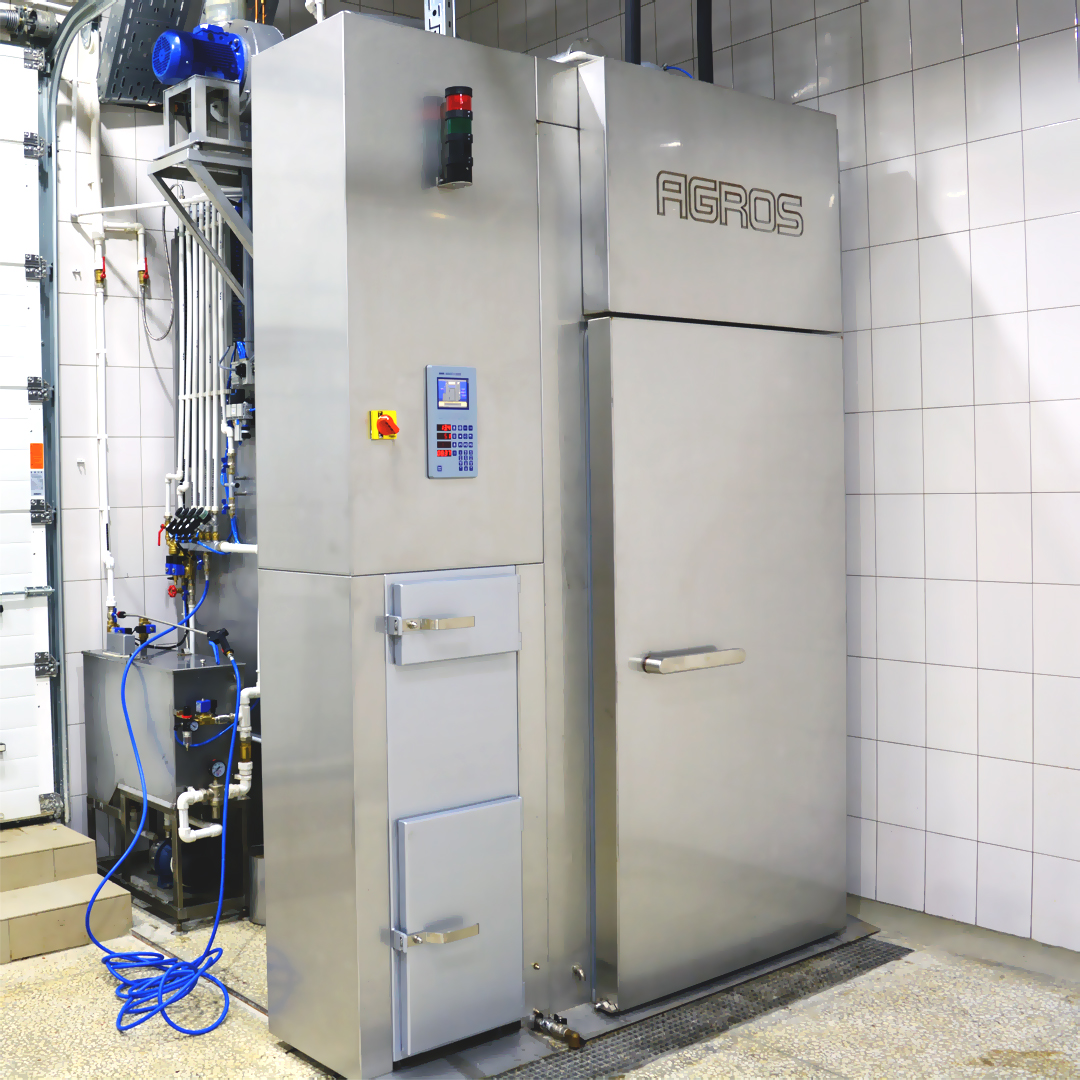
Термокамера универсальная, автоматическая для холодного и горячего копчения пищевых продуктов (мясо, рыба, сыр). модель АГН-232.Р, производитель: АГРОС г. Обнинск

Термокамера — оборудование для термической обработки (термообработки) колбасных изделий, изделий из мяса, птицы, рыбы и сыров. Основные процессы: сушка, обжарка, варка, копчение, охлаждение (душирование, интенсивное охлаждение). Термокамера представляет собой металлический шкаф (обычно из нержавеющей стали) с термоизолированными стенками. Посредством нагревательных элементов ТЭНов в термокамере поддерживается требуемая для термообработки температура. Необходимая влажность поддерживается впуском пара через форсунки. Термокамера, как правило, оснащена дымогенератором, вырабатывающим дым из заложенных в него опилок или щепы древесины лиственных пород (ольха, бук). Управление термокамерой осуществляется через компьютер в котором заложены шаги цикла термообработки.
Термокамера представляет собой герметичный шкаф с теплоизоляцией, состоящий из: основания, выполненного из нержавеющей стали с расположенными на нём направляющими для размещения тележки с продуктом, которые имеют подвижные части — аппарели, для загрузки колёсных тележек; боковых стенок; двери с двумя запорами; задней стенки в верхней части которой вмонтированы трубопроводы подачи дымовых газов, воды и выхлопа отработанного дыма, парогенератор с электромагнитным клапаном; свода, имеющий вместе стыка с боковыми стенками газораспределители; вентиляторный узел, расположенный в центре свода; трубопровод дыма с соплом и форсункой тонкого распыления воды, в зоне максимального разрежения на всосе вентилятора. По боковым стенкам трубопровода газораспределителя расположены две съемных кассеты влагосборников, крепление которых осуществляется со стороны газораспределителя на подвижных скобах, со стороны трубопровода дыма на поворотных фиксаторах. В полости свода расположены две группы ТЭНов, для создания внутри камеры необходимого температурного режима и режима влажности — необходимых для термообработки продукции.
Дым, из дымогенератора через циклон по трубопроводу попадает (за счет разрежения) под лопасти вентилятора. Затем под действием давления, созданного вентилятором попадает на электронагревательные элементы, нагретый через газораспределители в продуктовую зону камеры и пройдя через продукт отработанный дым идет на выхлоп через трубопровод отвода отработанного дыма. «Обжарка» осуществляется аналогично, при закрытых заслонках выхлопа и подачи дыма. В режиме «варки», с использованием форсунки, вода по трубопроводу через форсунки подается в зону разрежения вентилятора. Водный аэрозоль, образованный лопастями вентилятора попадает на электронагреватели, затем через газораспределители в продуктовую зону камеры. Влажность регулируется с помощью электромагнитного клапана и пульта управления. С использованием парогенератора пар из парогенератора подаётся во всасывающий трубопровод и затем в зону разрежения вентилятора, после чего, проходя через группы электронагревателей и газораспределители попадает в продуктовую зону. Управление влажностью производится с пульта управления в автоматическом режиме микропроцессором.
Выбор режима варки ФОРСУНКА-ПАРОГЕНЕРАТОР производится также на пульте управления переключателем, и выбирается в зависимости от приемлемой технологии. Варка в режиме «парогенератор» более мягкая. Влажность набирается в течение 10-15 минут, в зависимости от исходной температуры и влажности. Варка в режиме «форсунка» жесткая, набор влажности происходит за 20-50 секунд. Для проветривания камеры открывается заслонка выхлопа и подачи свежего воздуха. Камера вентилируется в течение 5-10 минут при выключенных электронагревателях. Технологические режимы задаются с помощью цифрового табло и кнопок управления, расположенных на пульте (с правой стороны) камеры.
Термокамеры бывают разных размеров и типов, обычно делятся на автоматические, полуавтоматические и термокамеры для домашнего использования.
В полуавтоматических камерах весь технологический процесс проходит под непосредственным контролем оператора, заслонки закрываются и открываются вручную, что в значительной степени увеличивает влияние «человеческого фактора» на качество готового продукта.
В автоматической термокамере технологическим процессом управляет "программируемый регулятор с микропроцессорным управлением", заслонки закрываются и открываются по программе с помощью пневмосистемы.
Домашние термокамеры  это аналоги промышленных термокамер. В России их стали изготавливать различные фирмы начиная с 2017 года. Такие термокамеры занимают мало места, имеют схожий функционал с заводским оборудованием, работают от домашней электросети на 220В. Но имеют более низкую производительность. И, как правило, нужен оператор который будет менять режимы работы.

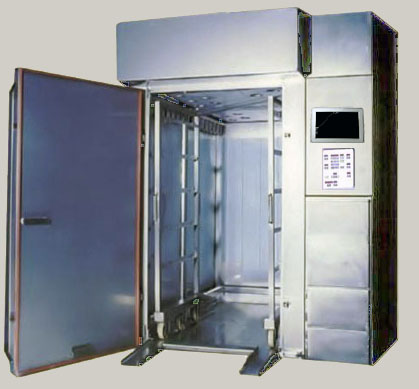
Термокамера для термической обработки колбасных изделий